# Maria Isabel Marín Silvestre
Maria Isabel Marín Silvestre (Barcelona, 1955) és una historiadora de l'art. Formada a la Universitat de Barcelona, s'hi doctorà el 1996 amb una tesi sobre l'escultor modernista Eusebi Arnau, de qui publicaria una biografia el 2006 i el llibre L'Obra medallística de l'escultor Eusebi Arnau (Institut d'Estudis Catalans 2005). És arxivera del Reial Cercle Artístic de Barcelona, entitat de la qual ha publicat uns densos annals: Cercle Artístic de Barcelona : 1881-2006 : primera aproximació a 125 anys d'història (2006). Ha col·laborat també en l'obra El Modernisme (volum IV), al volum Farmàcies històriques de Catalunya (2007), en diverses guies municipals sobre l'escultura funerària barcelonina i en la monografia Anton Casamor. La obra de un gran artista (2008).

## Publicacions
- 2005 - L'Obra medallística de l'escultor Eusebi Arnau. Institut d'Estudis Catalans ISBN 847283820X
- 2006 - Reial Cercle Artístic de Barcelona : 1881-2006 : primera aproximació a 125 anys d'història. Reial Cercle Artístic de Barcelona
- 2006 - Eusebi Arnau. Gent Nostra. Infesta Editor, ISBN 9788493358921
- 2007 - Farmàcies històriques de Catalunya (col·laboració). Angle ISBN 9788496970168
- 2008 - Anton Casamor. La obra de un gran artista (col·laboració)
- 2007 - Un Paseo por el cementerio de Poble Nou (col·laboració) Ajuntament de Barcelona ISBN 9788498500134